# Eidsvåg
Eidsvåg är en  tätort i Molde kommun i Møre og Romsdal fylke i Norge. Orten ligger vid fylkesväg 62 i den östra delen av kommunen och utgjorde tidigare centralort i dåvarande Nessets kommun. Här finns Nessets kyrka.

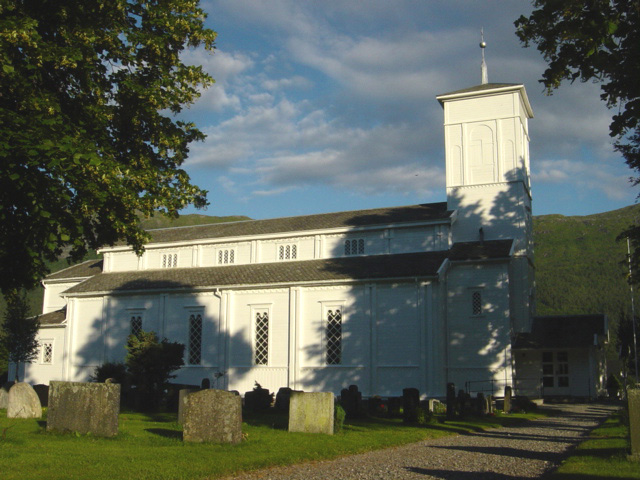
Nessets kyrka.